# Башни Уоттса
Башни Уоттса (англ. Watts Towers) — 17 декоративных стальных башен в районе Уоттс Лос-Анджелеса. Высота самой большой башни превышает 30 метров.

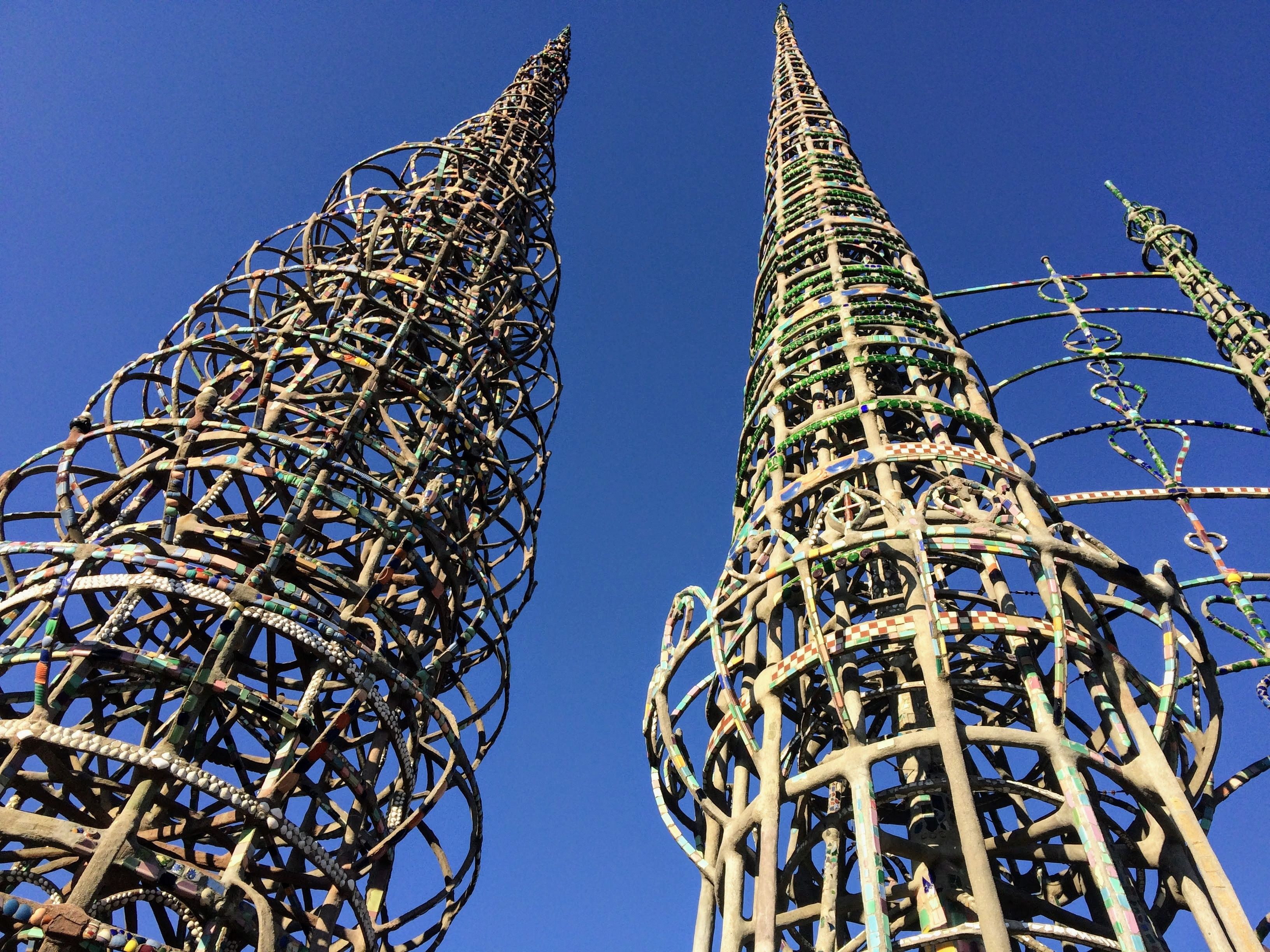

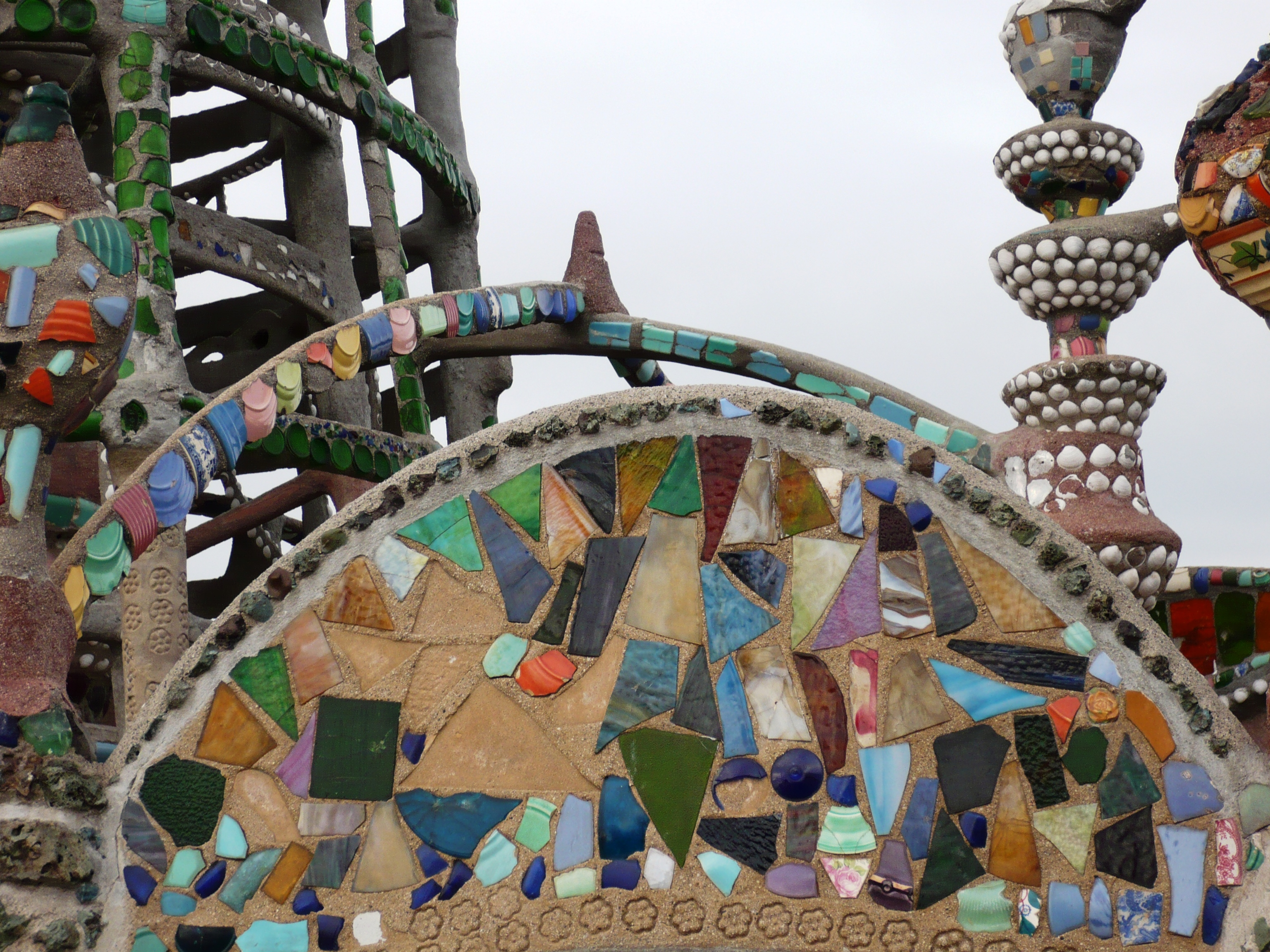

## История
В 1921 году эмигрировавший в США из Италии Саймон Родиа, строитель по профессии, купил участок земли на 107-й улице на окраине Лос-Анджелеса и начал строительство сооружения, которое он назвал по-испански — Nuestro Pueblo («наша деревня»). Строительством башен Родиа занимался в свободное от работы время, и оно заняло 34 года. 
Каркасы башен сооружены из стальной арматуры. Арматура частично заливалась бетоном, который Родиа готовил сам, дополнительно укреплённым проволочной сеткой. Родия возводил башни без специального оборудования и не имея проекта, все работы проводил один, используя лишь ручной инструмент. Декор башен составлен из черепков фарфора, плитки и осколков стекла. Для украшения использовались предметы, найденные в окрестностях строительства в том числе и детьми, живущими рядом: бутылки, керамическая плитка, ракушки, статуэтки, зеркала и многое другое. Так, зелёное стекло — это всем известные бутылки из-под безалкогольных напитков, производившихся в 1930-1950-х годах, на некоторых до сих пор сохранились логотипы 7 Up, Squirt, Bubble Up и Canada Dry; синее стекло, вероятно, от бутылок для молока или магнезии. 
Строительный материал Родиа собирал на полосе отвода Тихоокеанской железной дороги между Уоттсом и Уилмингтоном, в его поисках он иногда проходил почти 20 миль (32 км).
В 1955 году ушедший на пенсию Родиа закончил строительство башен, продал земельный участок с ними соседу и уехал из Лос-Анджелеса. Городские власти решили снести башни по соображениям безопасности, но местные жители начали кампанию за их сохранение. Нью-Йоркский журналист Эрнест Леогранде в редакционной статье Los Angeles Times от 07 сентября 1956 года вопрошал: «Я хотел бы знать, согласен ли кто-нибудь в Лос-Анджелесе со мной здесь, в Нью-Йорке, что эти башни следует сохранить. Уничтожить их означало бы уничтожить большую потенциальную достопримечательность. Основная причина, по которой их не следует разрушать, заключается в том, что это разрушило бы дело жизни настоящего американского художника». 
Актёр Николас Кинг и режиссёр документальных фильмов Вильям Картрайт выкупили земельный участок с башнями. Было проведено испытание башен на прочность, которое доказало их безопасность. После этого власти отказались от сноса башен. Кинг и Картрайт пожертвовали землю, на которых располагаются башни, Комитету Башен Саймона Родиа в Уоттсе. Комитет, используя СМИ, широко освещал ситуацию с башнями в 1959 году, стимулируя общественный интерес к этим объектам и признание заслуг Родии. Земельный участок находился в доверительном управлении Комитета с 1959 по 1975 год, когда он был передан в дар Лос-Анджелесу. Город, в свою очередь, передал ответственность за содержание земли штату Калифорния в 1978 году. В 1985 году управление было передано Департаменту культуры Лос-Анджелеса, город с 1995 по 2001 год провёл реставрацию башен.
В 1977 году башни были внесены в Национальный реестр исторических мест США, а в 1990 году они были признаны Национальным историческим памятником США.
Рядом с башнями был открыт центр искусств, в котором проводятся различные выставки и культурные мероприятия.